# Trzyciąż (gemeente)
De gemeente Trzyciąż is een landgemeente in het Poolse woiwodschap Klein-Polen, in powiat Olkuski.
De zetel van de gemeente is in Trzyciąż.
Op 30 juni 2004 telde de gemeente 7156 inwoners.

## Oppervlakte gegevens
In 2002 bedroeg de totale oppervlakte van gemeente Trzyciąż 96,56 km², waarvan:
- agrarisch gebied: 77%
- bossen: 16%

De gemeente beslaat 15,52% van de totale oppervlakte van de powiat.

## Demografie
Stand op 30 juni 2004:
| Omschrijving                   | Totaal | Totaal | Vrouwen | Vrouwen | Mannen | Mannen |
| ------------------------------ | ------ | ------ | ------- | ------- | ------ | ------ |
| eenheid                        | aantal | %      | aantal  | %       | aantal | %      |
| inwoners                       | 7156   | 100    | 3522    | 49,2    | 3634   | 50,8   |
| bevolkingsdichtheid (inw./km²) | 74,1   | 74,1   | 36,5    | 36,5    | 37,6   | 37,6   |

In 2002 bedroeg het gemiddelde inkomen per inwoner 1138,16 zł.

## Administratieve plaatsen (sołectwo)
Glanów, Imbramowice, Jangrot, Małyszyce, Michałówka, Milonki, Podchybie, Porąbka, Sucha, Ściborzyce, Tarnawa, Trzyciąż, Zadroże, Zagórowa

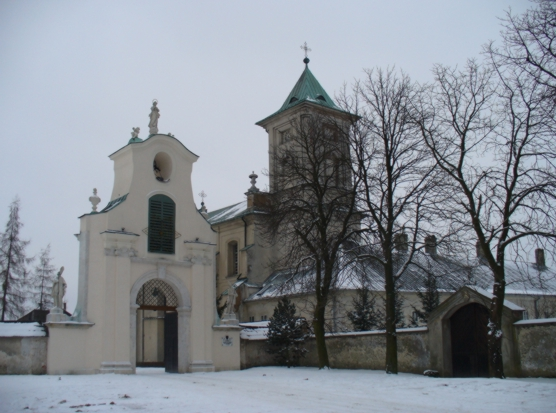
Imbramowice (1)
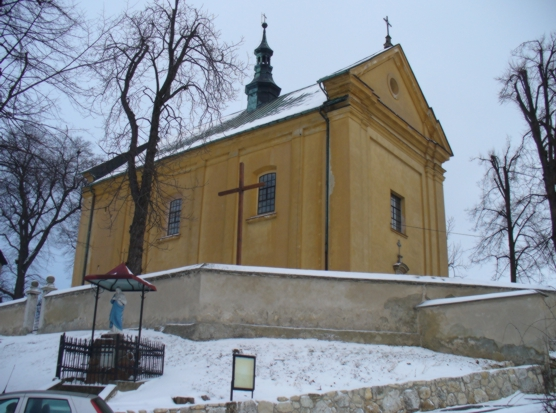
Imbramowice (2)

## Aangrenzende gemeenten
Gołcza, Olkusz, Skała, Sułoszowa, Wolbrom